# Anne Hirschmann
Anne Hirschmann (* 27. November 1935 in Koblenz) ist eine deutsche Politikerin (SPD).
Hirschmann besuchte die Volksschule und die Realschule. Sie ist Mitglied im Wirtschaftsbeirat der ESV-Aubing und Vorsitzende des Deutschen Diabetiker Bunds im Landesverband Bayern.
1970 wurde Hirschmann Mitglied der SPD. Sie war von 1984 bis 1994 Stadträtin in München und danach von 1994 bis 2003 Mitglied des Bayerischen Landtags. Dort war sie Gesundheitspolitische Sprecherin der SPD-Fraktion.